# Konrad Knopp
Pour les articles homonymes, voir Knopp.
Konrad Theodor Hermann Knopp, né le 22 juillet 1882 à Berlin et mort le 20 avril 1957 à Annecy, est un mathématicien allemand, qui s'est principalement occupé de théorie des fonctions et d'analyse, en particulier de théorie des séries.

## Biographie
Le père de Knopp, Paul Knopp (1845-1904), est chef d'une entreprise à Szczecinek. Knopp va à l'école à Berlin avant de faire des études à Lausanne (1901) et Berlin, où il suit les cours de Ferdinand Georg Frobenius, Friedrich Schottky, Edmund Landau, Hermann Amandus Schwarz et Issai Schur, agrégé en 1906, il obtient son doctorat sous la tutelle de Schottky en 1907, sa thèse de doctorat portant le titre "limites de contrôle de séries lors de l'approche à la limite de convergence" (Grenzwerte von Reihen bei der Annäherung an die Konvergenzgrenze). Dans sa thèse de doctorat Knopp prouve notamment que la méthode d'approximation de Hölder implique celle de Cesàro. Après avoir commencé sa formation de professeur, il voyage au Japon où il donne des cours à l'école de commerce de Nagasaki, visitant la Inde et la Chine avant de retourner en Allemagne. À la suite de son mariage en 1910, il revient en Chine pour travailler comme professeur à l'académie sino-allemande de Qingdao, une colonie allemande, mais ne reste qu'un an avant de revenir à Berlin en 1911. À Berlin, Knopp accepte une charge de professeur à l'Académie Militaire Technique (Militärtechnische Akademie) et à l'Académie de Guerre de Prusse (Preußische Kriegsakademie), écrivant en même temps son habilitation universitaire. Au cours de la Première Guerre mondiale il sert comme officier de réserve, mais quitte de l'armée après avoir été blessé en automne 1914 au cours d'une action militaire qui lui vaut la croix de fer. Désormais professeur universitaire, il donne des cours magistraux à l'université de Berlin, est promu extraordinarius (professeur universitaire sans chaire) et reçoit finalement une chaire en 1919 à l'université de Königsberg. Ensuite, il poursuit sa carrière universitaire à l'Université de Tübingen à partir de 1926, où il reste professeur jusqu'à son éméritat en 1950. À l'âge de 74 ans, Knopp meurt d'une attaque cérébrale lors d'un séjour à Annecy.
Knopp est connu en particulier pour ses manuels "Théorie et application des séries infinies" (Theorie und Anwending der unendlichen Reihen), publié en 1922 par le Springer Verlag, son élaboration du livre "Mathématiques supérieures" (Höhere Mathematik) de Hans Carl Friedrich von Mangoldt (connu par la postérité simplement sous le nome de Mangoldt/Knopp) et surtout pour son livre "Éléments de la théorie des fonctions" (Elemente der Funktionentheori), publié chez Georg Joachim Göschen en 1926. Ses livres traitant la théorie des fonctions sont aussi publiés et largement distribués en version anglaise, ayant la réputation de figurer parmi les meilleurs manuels d'introduction pour cette matière. Par delà, Knopp est membre fondateur du journal scientifique Mathematische Zeitschrift (1918), est membre de l'Académie des Sciences de Bavière (Bayerische Akademie der Wissenschaften) et reçoit un titre de docteur honoris causa pour les sciences de la nature.
De son union en 1910 avec la peintre Gertrud Kressner (1879-1974) naissent un fils et une fille.

## Travaux
- Theorie und Anwendung der unendlichen Reihen, 6e édition en 1996, Springer Verlag,  (ISBN 3-540-59111-7), édition de 1964 en allemand sur le web ici
- Funktionentheorie, Volume 1 Grundlage der allgemeinen Theorie der analytischen Funktionen, 13e édition 1976, Volume 2 Anwendung und Weiterführung der allgemeinen Theorie, 13e édition 1981, de Gruyter (Collection Göschen)
- Aufgabensammlung zur Funktionentheorie, vol. 1, 8e édition 1977, volume 2, 6e édition 1964, de Gruyter (Collection Göschen)
- « Mathematics as a cultural activity », The Mathematical Intelligencer, vol. 7, no 1, 1985
- avec von Mangoldt : Höhere Mathematik – eine Einführung für Studierende zum Selbststudium, trois volumes, 17e éd. (du vol. 1) 1990, Hirzel Verlag, (vol. 1 Zahlen, Funktionen, Grenzwerte, analytische Geometrie, Algebra, Mengenlehre ; vol. 2 Differentialrechnung, unendliche Reihen, Elemente der Differentialgeometrie und Funktionentheorie ; vol. 3 Integralrechnung und ihre Anwendung, Funktionentheorie, Differentialgleichungen ; vol. 4 de Friedrich Lösch : Mengenlehre, Lebesguesches Mass und Integral, topologische Räume, Vektorräume, Funktionalanalysis, Integralgleichungen)